# Teen Choice Awards 2015
2015 Teen Choice Awards відбулися 16 серпня 2015 року у Galen Center, Лос-Анджелес. Нагороди відзначили досягнення року в музиці, кіно, телебачення, спорті, моді, відеоіграх. За лауреатів голосували діти від 13 до 19 років. 
One Direction стали головними тріумфаторами, вигравши 8 з 10 своїх номінацій. «Милі брехунки» стали другими, отримавши шість із десяти премій, на які були номіновані. Третє місце посіла стрічка «Ідеальний голос 2» зі своїми п'ятьма перемогами у десятьох номінаціях.

## Переможці та номінати

### Фільми
| Екшн | Найкращий актор: Екшн | Найкращий актриса: Екшн |
| --- | --- | --- |
| - Інсургент - Форсаж 7 - Kingsman: Таємна служба - Той, що біжить лабіринтом - Сан-Андреас - Трейсери | - Він Дізель, Форсаж 7 - Ансель Елгорт, Інсургент - Тео Джеймс, Інсургент - Тейлор Лотнер, Трейсери - Ділан О'Браєн, Той, що біжить лабіринтом - Пол Вокер, Форсаж 7 | - Джордана Брюстер, Форсаж 7 - Олександра Даддаріо, Сан-Андреас - Меггі Грейс, Заручниця 3 - Мішель Родрігес, Форсаж 7 - Кая Скоделаріо, Той, що біжить лабіринтом - Шейлін Вудлі, Інсургент |
| Драма | Найкращий актор: Драма | Найкраща актриса: Драма |
| - Вік Адалін - Лють - Якщо я залишусь - Найдовша подорож - McFarland, USA - Теорія всього | - Скотт Іствуд, Найдовша подорож - Джеймс Франко, Правдива історія - Кріс Гемсворт, Хакер - Джона Гілл, Правдива історія - Логан Лерман, Лють - Едді Редмейн, Теорія всього | - Фелісіті Джонс, Правдива історія й Теорія всього - Блейк Лайвлі, Вік Адалін - Хлоя Грейс Морец, Якщо я залишусь - Брітт Робертсон, Найдовша подорож - Крістен Стюарт, Все ще Еліс - Різ Візерспун, Дика                                                                                            |
| Наукова фантастика | Найкращий актор: Наукова фантастика | Найкраща актриса: Наукова фантастика |
| - Месники: Ера Альтрона - Попелюшка - Хоббіт: Битва п'яти воїнств - Голодні ігри: Переспівниця. Частина І - Шалений Макс: Дорога гніву - Земля майбутнього: світ за межами                                | - Джордж Клуні, Земля майбутнього: світ за межами - Роберт Дауні (молодший), Месники: Ера Альтрона - Кріс Гемсворт, Месники: Ера Альтрона - Ліам Гемсворт, Голодні ігри: Переспівниця. Частина І - Джош Гатчерсон, Голодні ігри: Переспівниця. Частина І - Ченнінг Татум, Піднесення Юпітер             | - Маккензі Фой, Інтерстеллар - Лілі Джеймс, Попелюшка - Скарлетт Йогансон, Месники: Ера Альтрона - Міла Куніс, Піднесення Юпітер - Дженніфер Лоуренс, Голодні ігри: Переспівниця. Частина І - Брітт Робертсон, Земля майбутнього: світ за межами                                                     |
| Комедія | Найкращий актор: Комедія | Найкраща актриса: Комедія |
| - Алоха - Простушка - Тупий та ще тупіший 2 - Ніч у музеї: Секрет гробниці - Шопо-коп у Вегасі - Ідеальний голос 2                                                                                        | - Роббі Амелл, Простушка - Скайлар Естін, Ідеальний голос 2 - Джим Керрі, Тупий та ще тупіший 2 - Бредлі Купер, Алоха - Кевін Джеймс, Шопо-коп у Вегасі - Бен Стіллер, Ніч у музеї: Секрет гробниці | - Анна Кендрік, Ідеальний голос 2 - Рейні Родрігес, Шопо-коп у Вегасі - Емма Стоун, Алоха - Мей Вітмен, Простушка - Ребел Вілсон, Ідеальний голос 2 - Різ Візерспун, Палкі втікачки |
| Найкращий лиходій | Хімія | Найкращий поцілунок |
| - Роуз Бірн, Шпигунка - Вінсент Д'Онофріо, Світ Юрського періоду - Джейсон Стейтем, Форсаж 7 - Дональд Сазерленд, Голодні ігри: Переспівниця. Частина І - Белла Торн, Простушка - Кейт Вінслет, Інсургент | - Джим Керрі та Джефф Деніелс, Тупий та ще тупіший - Акторський склад Форсаж 7 - Анна Кендрік і Бріттені Сноу, Ідеальний голос 2 - Томас Манн і Рональд Сайлер II, Я, Ерл і та, що помирає - Ділан О'Браєн і Томас Сангстер, Той, що біжить лабіринтом - Софія Вергара та Різ Візерспун, Палкі втікачки | - Дженніфер Лоуренс і Ліам Гемсворт, Голодні ігри: Переспівниця. Частина І - Блейк Лайвлі та Майкл Гейсмен, Вік Адалін - Мей Вітмен і Роббі Амелл, Простушка - Ребел Вілсон і Адам ДеВайн, Ідеальний голос 2 - Різ Візерспун і Софія Вергара, Палкі Втікачки - Шейлін Вудлі та Тео Джеймс, Інсургент |
| Найкращий актор: літній фільм | Найкраща актриса: літній фільм | Прорив року |
| - Двейн Джонсон, Сан-Андреас - Кріс Пратт, Світ Юрського періоду - Пол Радд, Людина-мураха - Адам Сендлер, Пікселі - Ченнінг Татум, Супер Майк XXL - Нат Вульфф, Паперові міста                           | - Емілія Кларк, Термінатор: Генезис - Кара Делевінь, Паперові міста - Брайс Даллас Говард, Світ Юрського періоду - Еванджелін Ліллі, Людина-мураха - Меліса МакКарті, Шпигунка - Емі Полер, Думками навиворіт                                                                                           | - Томас Сангстер, Той, що біжить лабіринтом - Кара Делевінь, Паперові міста - Скотт Іствуд, Найдовша подорож - Терон Еджертон, Kingsman: Таємна служба - Томас Манн, Я, Ерл і та, що помирає - Елізабет Олсен, Месники: Ера Альтрона                                                                 |
| Найкращий літній фільм | | |
| - Думками навиворіт - Світ Юрського періоду - Я, Ерл і та, що помирає - Паперові міста - Шпигунка - Термінатор: Генезис                                                                                   | | |